# Выхтопья
Выхтопья (или Вохлоп) — река в России, протекает по территории Советского района Ханты-Мансийского автономного округа. Устье реки находится в 464 км от устья Большого Тапа по правому берегу, берёт своё начало из болота Вохлоптыйенг. Длина реки — 38 км.

## Данные водного реестра
По данным государственного водного реестра России относится к Иртышскому бассейновому округу, водохозяйственный участок реки — Конда, речной подбассейн реки — Конда. Речной бассейн реки — Иртыш.
Код объекта в государственном водном реестре — 14010600112115300016566.